# قاعدة رياق الجوية
قاعدة رياق الجوية، هي أول قاعدة جوية في لبنان، والمكان الذي تأسس فيه سلاح الجو اللبناني بتاريخ 1 يونيو 1949.

يقع هذا المطار أو القاعدة الجوية بين مدينتي زحلة وعنجر في منطقة البقاع اللبنانية، وأصبح إسمه مرتبطا بالقوات الجوية اللبنانية، ويعتبر مأوى الطائرات الحربية اللبنانية، وملاذها الأخير بعد انتهاء خدمتها.
تم بناء القاعدة الجوية قبل استقلال لبنان، ووضعت بالخدمة في العام 1914، وقد تم استخدامها من قبل جيوش أجنبية مختلفة مثل الألمانية والعثمانية والبريطانية والفرنسية، قبل أن تنتقل للجيش اللبناني.

## تاريخ القاعدة
إبان الحرب العالمية الأولى، قامت القوات الألمانية بإنشاء قاعدة رياق الجوية، واستخدمتها في حربها ضد الحلفاء. 
 وبعد انتصار الحلفاء في الحرب، أصبحت القاعدة تحت السيطرة الفرنسية، التي قامت بتوسعتها لتستوعب المزيد من حركة الطيران. كما قامت بتدريب شبان لبنانيين في مجال ميكانيك الطيران..
في حقبة الإنتداب الفرنسي للبنان، كانت قاعدة رياق الجوية، نقطة جذب لكافة الوحدات العسكرية الأجنبية الموجودة في لبنان ومحيطه في سوريا والشرق، لكونها كانت تحوي مساحات للترفيه، وحدائق مزروعة، وأنظمة تدفئة مركزية، والتي لم تكن متوفرة في القواعد العسكرية في تلك الآونة.
في العام 1949 م، أخلت القوات الفرنسية القاعدة الجوية، لتسلمها للجيش اللبناني بحالة بائسة، نظرا لغياب الصيانة عنها لفترة طويلة، وكذلك نظرا لسرقة بعض الموجودات من قبل بعض الحراس. فعمد الجيش اللبناني لإعادة ترميمها وصيانة المباني والبنى التحتية فيها.
وقد كانت القيادة الأولى للقاعدة مؤلفة من: 
- نائب القائد الملازم أول أحمد عرب
- موظف إداري: أنترانيك تاتوسيان
- ضابط كتيبة: فيكتور شارل

## المرافق الأساسية
- مبنى الإدارة
- عدة حظائر أو مهاجع للطائرات: بنيت معظمها في عهد الانتداب الفرنسي على لبنان.
- برج المراقبة
- نادي الضباط
- منازل للضباط
- برج المظلات
- الثكنات
- ورش العمل والصيانة الخاصة بالمطار
- مدرجات الطيران المجهزة بأضواء منخفضة الكثافة ( LIRL ).

## مدرسة الطيران والمدرسة الفنية
تضم القاعد ة الجوية في رياق، المدرسة اللبنانية لسلاح الجو والطيران، التي تدرب طياري القوات الجوية اللبنانية. وتستعمل المدرسة حاليا طائرات الهليكوبتر من نوع (Robinson Raven R44 II) لغرض تدريب طلاب المدرسة على فنون الطيران والقتال.

## متحف سلاح الجو اللبناني
كذلك تضم قاعة رياق الجوية، متحفا لسلاح الجو اللبناني، يحوي الطائرات القديمة، والطائرات التي وُضعت خارج الخدمة. وهذا المتحف ليس مفتوحا للجمهور، ولكن يمكن الحصول على إذن خاص من قبل القوات الجوية اللبنانية لزيارته.
يضم المتحف حاليا: 
- de Havilland Vampire T55
- Hawker Hunter F6
- Sud Aviation SE3130 Alouette II
- Sud Aviation SA316B Alouette III
- Agusta Bell AB212
- Fouga CM170 Magister
- Aerospatiale SA342L Gazelle

وتسعى إدارة المعرض لجعله متحفا وطنيا في المستقبل.

## الهجمات التي تعرضت لها القاعدة
تعرضت القاعدة الجوية في رياق، لهجوم من قبل سلاح الجو الإسرائيلي في 13 يوليو 2006، خلال حرب لبنان عام 2006. إذ استهدفت الطائرات الإسرائيلية مدرجاته بالقنابل المتفجرة، ووضعته خارج الخدمة أثناء الحرب.

## أبرز زوار القاعدة
- 1 سبتمبر 1942، الجنرال ديغول.
- 26 سبتمبر 1949، ماركيز دو فريج وزوجته.
- 17 أكتوبر عام 1949، القائد الأعلى للقوات البريطانية في الشرق الأوسط.
- 28 نوفمبر عام 1954، قائد القوات الجوية الأميركية في طرابلس الغرب عامة الجنرال Glandburg .